# He (lletra)
La he és la cinquena lletra de molts abjads (alfabets) semítics, incloent he 𐤄 en fenici, hē ܗ en siríac, he ה en hebreu, hāʾ ﻩ en àrab i hoy ሀ en amhàric.
La he està present en Unicode com a U+05D4 ה hebrew letter he.

En fonètica he representa el so /h/.

## Origen
En protosemític nord-occidental hi havia tres fricatives sordes: uvular /ḫ/, glotal /h/ i faríngia /ḥ/. En protosinaític apareixen com a derivats dels jeroglífics ḫayt («bri»), hillul («goig») i ḥasir («pati»). En fenici ḫayt i ḥasir es convergiren en ḥet («mur»), mentre que hillul es canvià per he («finestra»).
La lletra fenícia he 𐤄 va donar lloc a l'èpsilon grega (Ε), la E llatina i la Е ciríl·lica.
| Jeroglífic egipci pati ḥasir (a l'esquerra) goig hillul (al centre) bri ḫayt (a la dreta) | protosinaític | fenici |
| ----------------------------------------------------------------------------------------- | ------------- | ------ |
| 𓉗 𓀠 𓎛                                                                                     | 𓎛             | 𐤄 𐤇    |

## Alfabet àrab
En alfabet àrab aquesta lletra es diu هاء ['haːʔ] (hā). És la vint-i-sisena lletra de l'alfabet àrab (cinquena amb un valor de 5 en l'ordre abjadí). És una lletra lunar. Prové, per via dels alfabets nabateu i arameu, de la lletra fenícia he.
| fenici | arameu | siríac | nabateu | àrab |
| ------ | ------ | ------ | ------- | ---- |
| 𐤄      | 𐡄      | ܗ      |         | ﻩ    |

Representava el so consonàntic /h/ o bé fricativa glotal sorda. Això va suposar molts errors ortogràfics, cosa que va fer que aquest segon ús s'assignés a una nova lletra: l'hamza (ء), passant a fer l'àlif les funcions de suport d'aquesta última i d'altres signes.
| Aïllada | Final | Medial | Inicial |
| ه       | ـه    | ـهـ    | هـ      |

La hā es lliga a la següent lletra de la paraula. També amb la precedent, sempre que aquesta no sigui àlif, dāl, ḏāl, rā, zāy o wāw, que mai no es lliguen a la lletra posterior.
Hāʾ es fa servir com a sufix (amb la vocal que marqui l'irab) per indicar possessió (en la tercera persona del singular masculí); per exemple, كِتَاب kitāb («llibre») es converteix en كِتَابُهُ kitābu-hu («el seu llibre») amb l'addició de la hāʾ al final; el posseïdor està implícit en el sufix. Un altre exemple, هُوَ يَقْرَأُ كِتَابُهُ, (huwa yaqraʼu kitāba-hu, «ell llegeix el seu llibre») indica més clarament el posseïdor.
El sufix hāʾ afegit a un verb representa un objecte masculí (يَقْرَأُهُ, yaqraʾu-hu, «ell ho llegeix»).
La forma femenina d'aquesta construcció en ambdós casos és ـهَا -hā.

### Representació, transcripció i transliteració
Viquipèdia proposa de transcriure i transliterar la dāl amb la lletra "h".
A l'alfabet de xat àrab i al SATTS dāl es transcriu com a "h".
A la representació Unicode, dāl ocupa el punt U+0647 amb el nom ARABIC LETTER HEH.
A la codificació ISO 8859-6, el punt e7.
Com a entitat HTML, es codifica com a ه

## Alfabet hebreu
En hebreu s'escriu com a ה, nom complet en hebreu és הֵא i transcrit com a He.
| Variants | Variants   | Variants |
| Quadrada | Manuscrita | Raixí    |
| -------- | ---------- | -------- |
| ה        | Manuscrita | Raixí    |

La lletra ה o he és la cinquena lletra de l'alfabet hebreu. També pren el valor numèric de cinc. Prové, per via de l'alfabet arameu de la lletra fenícia he.

### Pronunciació
En hebreu modern, aquest grafema transcriu, en teoria, el fonema /h/, però en la pràctica és una lletra muda. També pot emprar-se com a mater lectionis, generalment per a transcriure la vocal [a] com a marca de femení i, a conseqüència de la generalització d'aquest ús, la he resulta ser l'única lletra que pot rebre mappiq.

### Simbolisme
Simbolitza divinitat, gentilesa i especificació. Simbolitza la fàcil creació del món per l'alè de Déu. He ens ensenya a imbuir la nostra vida amb santedat reconeixent Déu. He representa penediment i misericòrdia, tolerància cap al proïsme, manifestació de Déu en el silenci. He indica feminitat virtuosa: com a prefix o com a article definit. Complementació de la Creació, Xekhinà.
La "casa del món" té una finestra; aquesta obre la visió cap a altres mons. He simbolitza també el nom del Creador, així com la plenitud del món. La he es construeix a partir de les lletres dàlet i iod. La porció inferior esquerra de la he no es connecta amb l'estructura principal i els rabins ensenyen que els dos espais oberts a la he indiquen que inclusivament quan una persona descendeix espiritualment a través del fons, encara té l'oportunitat de penedir-se, això està simbolitzat per la petita porta que roman oberta (l'espai entre el peu esquerre i el sostre de la lletra).

## Alfabet siríac
| Madnḫaya | Serṭo | Esṭrangela | Unicode |
| -------- | ----- | ---------- | ------- |
|          |       |            | ܗ       |
| Heh      | Heh   | Heh        | Hē      |

En alfabet siríac, la cinquena lletra és ܗ (en siríac clàssic: ܗܹܐ - hē). El valor numèric de la hē és 5. Prové, per via de l'alfabet arameu de la lletra fenícia he.

### Fonètica
Representa el so /h/.

## Alfabet amhàric
En alfabet amhàric aquesta lletra es diu ሆይ (hoy). És la primera lletra de l'alfabet amhàric. En el dicciorari de l'amhàric les lletres hoy, ḥäwṭ i ḫarm estan dins d'una mateixa secció. Hoy prové, per via de l'alfabet sud-aràbic del jeroglífic egipci A28.
| A28 | Heh | Hoy |
| --- | --- | --- |
| 𓀠   | 𐩠   | ሀ   |

Representa el so /h/, juntament amb ḥäwṭ i ḫarm.

### Ús
L'alfabet amhàric és una abugida on cada símbol correspon a una combinació vocal + consonant, és a dir, hi ha un símbol bàsic al qual s'afegeixen símbols per marcar la vocal. Les modificacions de la lletra ሀ (hoy) són les següents:
| hä [hə] | hu | hi | ha | he | hə [hɨ], ∅ | ho |
| ------- | -- | -- | -- | -- | ---------- | -- |
| ሀ       | ሁ  | ሂ  | ሃ  | ሄ  | ህ          | ሆ  |

## Jeroglífic egipci
Quan aquest jeroglífic és un fonograma es pronuncia com a [h]. En canvi quan és un ideograma, representa habitatge o granja (Gardiner O4).

## En altres alfabets
| Arameu     | Siríac  | Samarità | Ugarític | Fenici |
| ---------- | ------- | -------- | -------- | ------ |
| 𐡄          | ܗ       | ࠄ        | 𐎅        | 𐤄      |
| Sud-aràbic | Amhàric | Àrab     | Hebreu   |        |
| 𐩠          | ሀ       | ﻩ        | ה        |        |